# When Love Comes to Town
«When Love Comes to Town» es el decimosegundo tema del álbum de U2, Rattle and Hum y el tercer sencillo extraído del mismo. En él, colabora el guitarrista y cantante de blues B. B. King poniendo voz junto a Bono. La canción fue grabada en el histórico Sun Studio en Memphis. "When Love Comes to Town" alcanzó el número uno en la lista de singles irlandeses, el número seis en la lista de singles del Reino Unido, el número diez en el Top 40 holandés y el número dos en la lista Mainstream Rock Tracks de EE. UU.

## Historia
En el extendido "Live from the Kingdom Mix", Little Richard se presenta predicando, rapeando con rima funky y cantando coros en medio de la interpretación del saxofón de Maceo Parker. El sencillo contenía dos versiones diferentes de la canción de Patti Smith "Dancing Barefoot". El 7 "y el casete tenían la versión larga, mientras que el 12" y el CD contenían la versión corta. Si bien U2 ha dejado de tocarlo en vivo con regularidad, continuó apareciendo en los conciertos de B. B. King. Durante los conciertos de Lovetown Tour, esta canción se tocaba, generalmente junto con "Angel of Harlem" y "Love Rescue Me", en un bis con B. B. y su banda.
También aparece la voz de Little Richard. El sencillo incluye dos versiones diferentes del tema de Patti Smith "Dancing Barefoot".
Al igual que la canción "Van Diemen's Land", este tema incluía originariamente un verso extra:
When I woke up I was sleeping on the street
I felt the world was dancing, and I was dirt beneath their feet
When I woke up I saw the Devil looking down
But my Lord He played guitar the day love came to town
Este verso fue cantado durante la premier de la canción en Fort Worth, Texas, en el U2's Joshua Tree Tour y no aparece en la versión de estudio ni en los conciertos posteriores.

### En vivo
La presentación debut tuvo lugar el 24 de noviembre de 1987 en Fort Worth, Texas, durante el bis del concierto y B. B. King se unió a U2 para interpretar la canción. En el Lovetown Tour de 1989, la canción volvió a aparecer durante el bis y se tocó con B. B. King. Se tocó en 46 de los 47 espectáculos; el único concierto al que se perdió fue el 18 de diciembre de 1989 en Ámsterdam, ya que el espectáculo concluyó prematuramente debido a que Bono sufría problemas vocales.
En la siguiente gira, Zoo TV Tour de 1992-93, "When Love Comes to Town" no debutó hasta el penúltimo concierto de la primera etapa el 21 de abril de 1992 en Tacoma. Apareció con poca frecuencia en la segunda etapa, en Europa, pero en la tercera etapa, en América del Norte, se realizó con frecuencia y continuó en la cuarta etapa de regreso a Europa. La versión Zoo TV Tour de la canción se redujo en comparación con las versiones anteriores y se realizó en un escenario B en medio de la multitud. U2 no interpretaría la canción durante años después del show final de la cuarta etapa el 28 de agosto de 1993 en Dublín, aunque B.B. King continuó tocando la canción en sus shows en vivo.
El 26 de octubre de 2008, Bono y the Edge se reunieron con B.B. King para tocar la canción para el premio Thelonious Monk Institute of Jazz Founders Award.
Después de que King murió el 14 de mayo de 2015, U2 le rindió homenaje durante un show en Vancouver la noche siguiente durante el Innocence + Experience Tour tocando "When Love Comes to Town" por primera vez en 23 años. La canción se tocó tres veces más en la gira. La canción se tocó en una presentación promocional en el Apollo Theatre de Nueva York durante el Experience + Innocence Tour. La canción se tocó con Sun Ra Arkestra.